# Ídolos Brasil
Ídolos (Brasil) is de Braziliaanse versie van het Britse televisieprogramma Pop Idol. Het programma werd door SBT (2006-2007) en later RecordTV (2008-2013) uitgezonden. De eerste twee seizoenen werden gepresenteerd door Beto Marden en Lígia Mendes, de volgende seizoenen door Rodrigo Faro en Marcos Mion.

## Concept
Na het succes van American Idol besloot Spaans sprekend Midden- en Zuid-Amerika een zoektocht te starten naar een nieuw muzikaal idool genaamd Latin American Idol. Brazilië is naast Suriname, Frans-Guyana en (Brits-)Guyana het enige land in Zuid-Amerika waar geen Spaans wordt gesproken maar Portugees. Daarom vond Brazilië dat het niet kon achterblijven met een eigen versie Ídolos. Er kon auditie worden gedaan in Rio de Janeiro, São Paulo, Porto Alegre, Recife en de hoofdstad Brasilia.

## Jury
- Carlos Eduardo Miranda - muziekproducent, journalist
- Thomas Roth - muziekproducent, voormalig zanger
- Arnaldo Saccomani - songwriter, oud-radio-dj
- Cynthia Zamorano, aka Cyz - muziekproducent, zanger en songwriter

## Winnaars
- Leandro Lopes (2006)
- Thaeme Mariôto (2007)
- Rafael Barreto (2008)
- Saulo Roston (2009)
- Israel Lucero (2010)
- Henrique Lemes (2011)
- Everton Silva (2012)
- Raphael Leandro (2013)